# Danish Dynamite
Danish Dynamite er en dansk satire-tv-serie, som er udviklet af TV 2 og viser komiske stereotyper af danskere. Programmet blev første gang sendt på TV2 Zulu i 2012 og består af 3 sæsoner.
Programmets gennemgående skuespillere er Magnus Millang, Martin Høgsted og Jasper Ritz (sæson 1), og de ledsages af forskellige gæsteskuespillere som fx Casper Christensen, Frank Hvam, Christian Fuhlendorff, Mick Øgendahl og Jonas Schmidt.[kilde mangler]
Sæson 1 havde premiere i foråret 2012, sæson 2 i foråret 2013 og sæson 3 i foråret 2014.

## Persongalleri

### Jeppe Kaufmann
Jeppe Kaufmann (eller Jeppe K) er en ejendomsmægler, og sammenligner tit sit arbejde med et samleje. Karakteren spilles af skuespilleren Magnus Millang. Nogle af hans mest kendte udtryk er hans grin, som udtales "aha, aha, aha", "det' ligemeget" og "bøgse". "Blide kvælertag og spyt i munden" er også ret kendt.